# Abu Daoud
Abu Daoud (* 16. August 1937 in Jerusalem; † 3. Juli 2010 in Damaskus; arabisch أبو داوود, DMG Abū Dāwūd, richtiger Name Mohammed Daoud Oudeh, arabisch محمد عودة, DMG Muḥammad ʿAuda) war ein Drahtzieher des Münchner Olympia-Attentats von 1972. Anders als viele andere palästinensische Beteiligte fiel er nicht den Liquidationen der Mossad-Spezialeinheit Caesarea (Operation Wrath Of God) zum Opfer.

## Biografie
Abu Daoud wurde in einem östlichen Vorort von Jerusalem geboren und arbeitete als Lehrer. 1967 besetzte Israel im Sechstagekrieg Ost-Jerusalem und Abu Daoud floh  nach Jordanien. In Jordanien schloss er sich der PLO Jassir Arafats an. Entgegen Arafats politischem Taktieren hoffte Abu Daoud, „den militärisch unbezwingbaren Gegner Israel durch Guerillaaktionen niederringen zu können“. Gelegenheit dazu sollten die Olympischen Sommerspiele 1972 geben. Abu Daoud sagte in einem Interview mit der taz 2006 aus, dass die Geiselnahme der Israelis eine Reaktion auf den gescheiterten Antrag der Palästinenser auf Entsendung einer eigenen Olympiamannschaft sein sollte.

„Die Palästinenser hatten einen Antrag auf Teilnahme an den Olympischen Spielen gestellt. Wir wollten die Welt durch unsere Teilnahme auf uns aufmerksam machen. Unser Antrag wurde aber abgelehnt, und so haben wir entschieden, auf unsere Weise daran teilzunehmen.“

Für die Geiselnahme der israelischen Mannschaft besorgte der längere Zeit in Berlin lebende Abu Daoud persönlich die Waffen und begleitete die acht Mitglieder des Kommandos bis an den Zaun des Olympischen Dorfs. Daoud behauptete später, die Ermordung der Geiseln sei nicht geplant gewesen, vielmehr sollten 234 palästinensische Gefangene und Ulrike Meinhof freigepresst werden. In seinen 1999 erschienenen Memoiren behauptete Daoud, Arafat sei über den Plan informiert gewesen und habe ihn abgesegnet. In späteren Interviews behauptete er das Gegenteil.
Israel kündigte an, den Anschlag von München zu rächen, der Mossad stellte zu diesem Zweck eine eigene Sonderheit Caesarea auf, die mehrere Verdächtige und deren Unterstützer umbrachte. 1981 überlebte er schwer verletzt einen Anschlag im Warschauer Hotel Victoria. Abu Daoud behauptete, der Mossad stecke dahinter. Möglicher Auftraggeber könnte auch der Palästinenserführer Abu Nidal gewesen sein.
1973 wurde Abou Daoud in Amman bei den Vorbereitungen zu einem Putsch gegen König Hussein zum Tode, dann zu lebenslanger Haft verurteilt, doch König Hussein ließ ihn auf Druck der arabischen Länder wieder frei. 1977 wurde er in Paris festgenommen; einer Auslieferung an die Bundesrepublik Deutschland entging er jedoch, da die französische Regierung auf politische Interessen im Nahen Osten achtete und ihn nach Algerien abschob. Daraufhin versteckte er sich im Libanon und in Osteuropa.
Als mit dem Zusammenbruch der kommunistischen Diktaturen des Ostblocks die wichtigsten Bundesgenossen der Palästinensergruppen verloren gingen und 1995 ein Abkommen zwischen Arafat und Jitzchak Rabin ausgehandelt wurde, wurden Abu Daoud und viele andere ehemalige Guerillakämpfer amnestiert. So kehrte er von Jordanien aus über die Allenby-Brücke ins Westjordanland zurück und war fortan als wichtiger Diplomat der PLO tätig; in diesem Jahr bekam er die Erlaubnis zur Reise durch Israel, um ein PLO-Treffen im Gazastreifen zu besuchen. Dort plädierte er für eine Resolution, jenen Teil der PLO-Charta zu streichen, der die Zerstörung Israels fordert.
Streitigkeiten innerhalb der PLO-Führung trieben ihn erneut ins Exil nach Damaskus; als er 1999 seine Memoiren verfasste und darin offen seinen Anteil an der Geiselnahme von München zugab, verweigerte ihm Israel die Wiedereinreise in die Palästinensische Autonomiegebiete. Die Generalbundesanwaltschaft begann formal ein Ermittlungsverfahren „gegen Abu Daoud und andere wegen des Verdachts des gemeinschaftlichen Mordes“ und sorgte für einen neuen, wenn auch wirkungslosen Haftbefehl.
Für seine Memoiren Palästina, von Jerusalem nach München erhielt er den palästinensischen Kulturpreis.
Zuletzt lebte er in Damaskus, wo er an Nierenversagen starb. Er ist auf dem Märtyrerfriedhof in Damaskus beerdigt.
Er war verheiratet, hatte fünf Töchter und einen Sohn.